# Imre
Imre est un prénom hongrois masculin.

## Équivalents
- Émeric en français aimery

## Personnalités portant ce prénom
- Imre de Hongrie
- Imre Benkő
- Imre Boda
- Imre Csáky
- Imre Frivaldszky
- Imre Garaba
- Imre Gyöngyössy
- Imre Harangi
- Imre Henszlmann
- Imre Hermann
- Imre Kálmán
- Imre Kertész
- Imre Kovács
- Imre Lakatos
- Imre Madách
- Imre Makovecz
- Imre Markos
- Imre Nagy
- Imre Németh
- Imre Palugyai
- Imre Peterdi
- Imre Pozsgay
- Imre Pressburger
- Imre Schlosser-Lakatos
- Imre Senkey
- Imre Simon
- Imre Steindl
- Imre Szekeres
- Imre Thököly
- Imre Tóth, philosophe
- Imre Tóth, footballeur
- Imre Weisshaus

## Patronyme
- Géza Imre (né en 1974), escrimeur hongrois